# Yoshiki Maeda
Yoshiki Maeda (前田 義貴 Maeda Yoshiki?, nacido el 29 de agosto de 1975 en Saga) es un exfutbolista japonés. Jugaba de guardameta y su último club fue el Alouette Kumamoto de Japón.

## Trayectoria

### Clubes
| Club              | País  | Año         |
| ----------------- | ----- | ----------- |
| Sagan Tosu        | Japón | 1997 - 2001 |
| Alouette Kumamoto | Japón | 2002        |